# Edgar Xavier Ertl
Dom Edgar Xavier Ertl, S.A.C. (Nova Prata do Iguaçu, 3 de setembro de 1966) é um bispo católico brasileiro. É o quarto bispo diocesano de Palmas-Francisco Beltrão.

## Vida
Dom Edgar Ertl nasceu em 3 de setembro de 1966 em Nova Prata do Iguaçu. Ingressou no seminário São Vicente Pallotti, dos Padres e Irmãos Palotinos, em 1985. Cursou filosofia e teologia no Instituto de Filosofia e Teologia Santa Maria. No ano de 1991, fez o noviciado, no seminário Rainha dos Apóstolos, em Cascavel. Foi ordenado diácono no dia 29 de junho de 1996 e presbítero em dezembro do mesmo ano. 
É mestre em Teologia Dogmática, pela Pontifícia Universidade Gregoriana de Roma. Na trajetória presbiteral, foi vigário da paróquia Nossa Senhora Aparecida, em Colorado do Oeste, formador no Seminário Maior, em Santa Maria), professor na Faculdade Palotina, das disciplinas de Antropologia Teológica e Moral Social. No período de 2005 a 2010, atuou como reitor do Colégio Máximo Palotino. No ano de 2014, foi eleito Superior Provincial da dos Padres e Irmãos Palotinos da Província Nossa Senhora Conquistadora.

## Episcopado
Em 27 de abril de 2016 o Papa Francisco nomeou o então padre Edgar como bispo diocesano de Palmas-Francisco Beltrão. Recebeu a ordenação episcopal no dia 23 de julho, na concatedral Nossa Senhora da Glória de Francisco Beltrão. Na mesma celebração tomou posse como quarto bispo diocesano de Palmas-Francisco Beltrão. A ordenação episcopal foi presidida por Dom Mauro Aparecido dos Santos, Arcebispo Metropolitano de Cascavel. Foram co-ordenantes Dom Júlio Akamine, S.A.C., bispo auxiliar de São Paulo e Dom Elói Roggia, S.A.C., bispo da prelazia de Borba. No dia seguinte, 24 de julho de 2016, foi apresentado à comunidade na Catedral do Senhor Bom Jesus na Celebração Eucarística das 19h.